# Daniel da Silva
Daniel, właśc. Daniel da Silva (ur. 27 maja 1973 w São Paulo) – piłkarz brazylijski, występujący podczas kariery na pozycji środkowego obrońcy.

## Kariera klubowa
Daniel karierę piłkarską rozpoczął w União São João Araras w 1995. W União 10 października 1995 w przegranym 1-2 meczu z Guarani FC Daniel zadebiutował w lidze brazylijskiej. Po grze w prowincjonalnym Matonense Matão, Daniel trafił do Santosu FC w 1996.
W 1998 wyjechał do japońskiego klubu Tokyo Verdy. Po powrocie do Brazylii został zawodnikiem drugoligowego AD São Caetano, z którym awansował do brazylijskiej w 1999. Z São Caetano dwukrotnie zdobył wicemistrzostwo Brazylii w 2000 i 2001 oraz dotarł do finału Copa Libertadores 2002. W latach 2003–2006 występował w SE Palmeiras. W Palmeiras 26 listopada 2006 w przegranym 1-4 meczu z SC Internacional Daniel po raz ostatni wystąpił w lidze brazylijskiej. W meczu tym strzelił bramkę samobójczą.
Ogółem w latach 1995–2006 w lidze brazylijskiej Daniel wystąpił w 135 meczach, w których strzelił 14 bramek. Karierę zakończył w drugoligowym São Caetano w 2007.

## Kariera reprezentacyjna
Daniel jedyny raz w reprezentacji Brazylii wystąpił 6 lutego 2002 w wygranym 1-0 towarzyskim meczu z reprezentacją Arabii Saudyjskiej.